# Aphonopelma lithodomum
Aphonopelma lithodomum là một loài nhện trong họ Theraphosidae.
Loài này thuộc chi Aphonopelma. Aphonopelma lithodomum được Ralph Vary Chamberlin miêu tả năm 1940.